# San Lorencito
San Lorencito är en ort i Mexiko.   Den ligger i kommunen Ahumada och delstaten Chihuahua, i den nordvästra delen av landet, 1 400 km nordväst om huvudstaden Mexico City. San Lorencito ligger 1 590 meter över havet och antalet invånare är 184.
Terrängen runt San Lorencito är platt västerut, men österut är den kuperad.  Trakten runt San Lorencito är nära nog obefolkad, med mindre än två invånare per kvadratkilometer. Närmaste större samhälle är Colonia Valle de la Esperanza, 17,8 km öster om San Lorencito. Omgivningarna runt San Lorencito är i huvudsak ett öppet busklandskap.